# Мацуи, Эрина
Эрина Мацуи (яп. 松井　えり菜 мацуи эрина), 1984, Окаяма, Япония) — современный японский художник.

## Биография
Эрина Мацуи родилась в 1984 в Окаяме, живёт и работает в Токио. В 2006 она училась в Университете искусств и дизайна Хельсинки, Финляндия, в рамках программы по обмену студентами. В 2008 закончила Художественный университет Тама, Япония.
Эрина Мацуи привлекла к себе внимание, когда выиграла первый приз с работой «I Love Ebi-Chili» в конкурсе, устроенном в её колледже, в 2003. Эта же картина выиграла золотой приз на Geisai #6, после чего была включена в групповую выставку в Фонде Картье и была в результате куплена фондом.
Автопортреты Эрина Мацуи включают такие неравнозначные мотивы, как игрушки, космос и грибы. Художница изображает себя и предметы таким образом, будто они нечто иное, чем они сами, оказывая сильное впечатление на зрителей.

## Персональные выставки
- 2008 «Cycle: Kawaii! Japan now» Fondation Joan Miro, Барселона
- 2007 «My cosmo» Yamamotogendai gallery, Токио